# Геро (архієпископ Кельна)
Геро Святий (Герон; лат. Gero, Geron; 900 — 28 червня 976, Кельн, Німеччина) — святий римо-католицької церкви, 12-й архієпископ Кельна (969—976).

## Біографія
Геро був сином маркграфа Східної Саксонської марки Кристіана II і племінником маркграфа Геро I Залізного.
Свою пастирську діяльність Геро почав в якості капелана імператора Священної Римської імперії Оттона I Великого. Потім був кустошем Кельнського собору. В 969 році Геро  після смерті архієпископа Фолькмара був призначений на кафедру Кельна. 
Геро був посередником при переговорах Оттона I Великого з Візантією про шлюб його сина і спадкоємця Оттона II Рудого. В 971 році Геро вирушив до Константинополя до візантійської княжни Феофано, яка згодом стала дружиною імператора Священної Римської імперії Оттона II. З Константинополя Геро привіз мощі святого Пантелеймона. 
У 972 році Геро заснував бенедиктинське абатство в Гладбасі. Для кельнської кафедри за вказівкою Геро було виготовлено розп'яття, яке було названо його ім'ям — «Розп'яття Геро».